# حسن روحانی در انتخابات ریاست‌جمهوری ایران (۱۳۹۶)
حسن روحانی برای دوازدهمین انتخابات ریاست جمهوری در تاریخ ۳۱ فروردین ۱۳۹۶ از سوی شورای نگهبان جهت ورود به انتخابات ریاست جمهوری تأیید صلاحیت شد.

## کاندیداتوری
نام‌نویسی
حسن روحانی در تاریخ ۲۴ فروردین ماه با حضور در وزارت کشور در انتخابات ریاست جمهوری ثبت نام کرد.
تأیید صلاحیت
ستاد انتخابات طی بیانیه‌ای نتایج بررسی صلاحیت کاندیداهای انتخابات ریاست جمهوری را اعلام کرد و حسن روحانی و ۵ کاندیدای دیگر تأیید صلاحیت شدند.

## پیشینه و شعار
حسن روحانی در انتخابات ریاست‌جمهوری ایران (۱۳۹۲) با کسب ۵۱٪ آرا به عنوان یازدهمین رئیس‌جمهور جمهوری اسلامی ایران انتخاب شد. به گزارش نشریه جامع علمی فارن افرز و گاردین روحانی در حالی کشور را به دست گرفت که مشکلات جدی تقریباً در هر بخش‌های کلیدی اقتصاد ایران وجود داشت. اقتصاد سال اول دولت روحانی با آخرین سال دولت او غیرقابل مقایسه است. تورم از ۴۰ تا ۱۰ درصد کاهش یافته‌است و نرخ ارز تثبیت شده‌است. روحانی احساس امنیت با جلوگیری از تورم و کمبود کالا را به جامعه بازگردانده است. صلح با جهان بر اساس برنامه جامع اقدام مشترک در زمان دولت او شکل گرفت. حذف تحریم‌های هسته‌ای در میان‌وعده‌های انتخاباتی روحانی در سال ۲۰۱۳ بود و در نهایت تمام تحریم‌های هسته‌ای، به جز محدودیت‌های خاصی در بانکداری، پس از به توافق هسته‌ای بین ایران و قدرت‌های جهانی برداشته شده‌است.

«دوباره آمدم؛ برای ایران، برای اسلام/ آمدم برای آزادی بیشتر در این سرزمین، آرامش بیشتر در این سرزمین، امنیت گسترده‌تر در ایران عزیز ما»

روحانی در وزارت کشور برای نام‌نویسی، ۲۵ فروردین ۱۳۹۶
به گزارش تهران تایمز و رویترز، دولت روحانی در افزایش درآمد ایران از طریق تقویت خروجی نفت و گاز و در حال رشد صادرات میعانات گازی موفق ظاهر شد. در چشم‌انداز بازارهای آسیا و اروپا ایران فعال بوده‌است و عمدتاً به دلیل گسترش صادرات نفت که در حال حاضر ۲٫۵ میلیون بشکه در روز است این اتفاق صورت گرفته‌است. خارجی‌ها نگاه مثبت و روی خوشی به سرمایه‌گذاری در کشور ایران و به اشتراک‌گذاری فن آوری و دانش خودشان در زمینه‌های مختلف صنعتی به ایران نشان داده‌اند. در نتیجه دولت روحانی در امضای موافقت نامه‌های مختلف برای جذب سرمایه‌گذاری خارجی برای اجرای پروژه‌های زیربنایی مانند احیا و ساخت جاده، راه‌آهن و سیستم‌های حمل و نقل هوایی موفق عمل نمود.
روحانی در مبارزات انتخاباتی خود با شعار «دوباره ایران» و «به عقب بازنمی‌گردیم» وارد عرصه مبارزات انتخاباتی شد. نماد انتخاباتی روحانی «جوهر انتخابات» همراه با «علامت V» است. گفتمان دولت روحانی «آزادی، امنیت، آرامش و پیشرفت» اعلام شده‌است.

## وعده‌های انتخاباتی
روحانی در ۸ بخش اصلی کشور یعنی مسائل اقتصادی مسائل سیاسی-امنیتی، مسائل فرهنگی، مسائل اجتماعی، مسائل حوزه علم و فناوری، مسائل محیط زیست، مسائل بین‌المللی و سیاست خارجی و مسائل نظامی-دفاعی با عنوان دولت دوازدهم برنامه‌های خود را ارائه کرد.

## ستادها

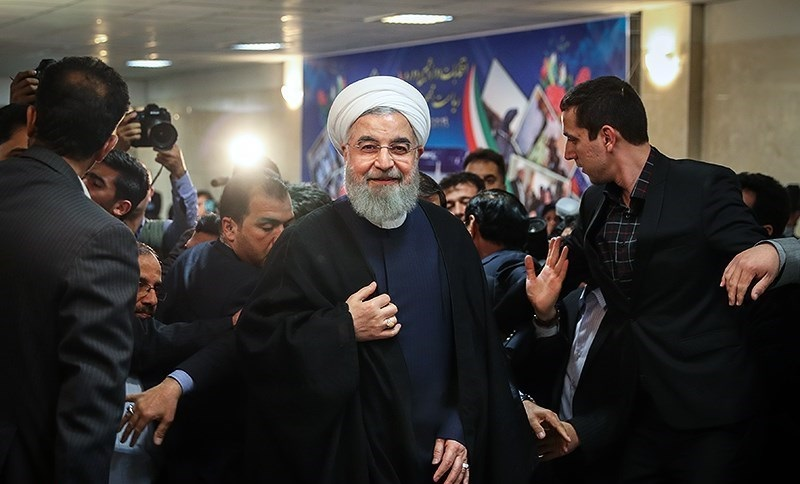
روحانی در ستاد انتخاباتی وزارت کشور برای ثبت نام

- ستاد مرکزی
- ستاد امور استان‌ها

- ستاد هنرمندان
- ستاد جوانان و دانشجویان
- ستاد فعالان اجتماعی
- ستاد ورزشکاران
- ستاد زنان
- ستاد فرهنگیان
- ستاد عدالت و توسعه
- ستاد وکلا و حقوقدانان
- ستاد ایثارگران

### اعضای ستاد
- محمد شریعتمداری رئیس کل ستاد
- محمدعلی وکیلی سخنگوی ستاد
- جهانبخش خانجانی مسئول اطلاع‌رسانی ستاد
- مرتضی بانک رئیس ستاد امور استان‌ها
- محمدعلی نجفی رئیس ستاد فرهنگیان
- مرتضی حاجی رئیس ستاد تهران
- ابراهیم رضایی بابادی رئیس ستاد شهرستان‌های تهران
- علی جنتی رئیس ستاد عدالت و توسعه
- اشرف بروجردی رئیس ستاد زنان
- حسین کمالی رئیس ستاد احزاب و تشکلهای سیاسی
- رضا فرجی‌دانا رئیس ستاد دانشگاهیان
- حجت‌الله ایوبی رئیس ستاد هنرمندان
- محمد کبیری، رئیس ستاد جوانان
- محسن بیگلربیگی مسئول فضای مجازی

## سفرهای تبلیغاتی
| استان          | تاریخ       | منبع   |
| -------------- | ----------- | ------ |
| قزوین          | ۰۷ اردیبهشت | [ ۱۶ ] |
| کرمان          | ۰۸ اردیبهشت | [ ۱۷ ] |
| یزد            | ۰۹ اردیبهشت | [ ۱۸ ] |
| هرمزگان        | ۱۰ اردیبهشت | [ ۱۹ ] |
| گلستان         | ۱۶ اردیبهشت | [ ۲۰ ] |
| آذربایجان غربی | ۱۷ اردیبهشت | [ ۲۱ ] |
| همدان          | ۱۷ اردیبهشت | [ ۲۲ ] |
| کرمانشاه       | ۱۸ اردیبهشت | [ ۲۳ ] |
| لرستان         | ۲۴ اردیبهشت | [ ۲۴ ] |
| اصفهان         | ۲۴ اردیبهشت | [ ۲۵ ] |
| مازندران       | ۲۵ اردیبهشت | [ ۲۶ ] |
| آذربایجان شرقی | ۲۵ اردیبهشت | [ ۲۷ ] |
| زنجان          | ۲۵ اردیبهشت | [ ۲۸ ] |
| خوزستان        | ۲۶ اردیبهشت | [ ۲۹ ] |
| اردبیل         | ۲۷ اردیبهشت | [ ۳۰ ] |
| خراسان رضوی    | ۲۷ اردیبهشت | [ ۳۱ ] |
| خراسان شمالی   | ۲۷ اردیبهشت | [ ۳۱ ] |

### سخنان و مواضع
حسن روحانی در مجموع به ۱۸ استان کشور سفر کرد.
حسن روحانی سفرهای انتخاباتی خود را ۷ اردیبهشت با سفر به قزوین آغاز کرد.
حسن روحانی در سفر خود به کرمان در حالی که صحبت‌های خود را آغاز کرد، مردم شعارهایی در حوزه رفع حصر سردادند که روحانی در واکنش به این شعارها گفت، ما راهی را که برای اجرای حقوق شهروندی انتخاب کردیم رها نخواهیم کرد و دولت یازدهم در همین ماه‌های آخر با تمام توان خود حقوق شهروندی را اجرا خواهد کرد.
حسن روحانی یکشنبه ۱۷ اردیبهشت در سفر به گلستان از روند عملیات امداد و نجات در معدن آزادشهر بازدید کرد و در جمع مردم و امدادگران حاضر سخنرانی و ابراز همدردی کرد. این سفر با حاشیه‌هایی همراه بود.
روحانی در ورزشگاه تختی اهواز گفت، ما در سال ۱۳۹۲ با یکدیگر عهدی بستیم که در اجرای آن در برخی موارد موفق بوده‌ایم و در برخی موارد در نیمه راه ماندیم. ما همه دست به دست هم دادیم تا تحریم ایران را ببندیم و حصر ایران را بشکنیم. ما دست به دست هم دادیم و به خوبی از حقوق ایران دفاع کردیم. روحانی در ادامه گفت، ما می‌دانیم هورها باید احیا شود. ما همچنین می‌دانیم تالاب‌ها باید احیا شود، اما چرا سیاه‌نمایی می‌کنید؟ چرا مردم ایران را دسته‌بندی می‌کنید؟ به خاطر رای؟! رأی حرام می‌خواهید بگیرید؟ این‌قدر علیه عظمت مردم ایران حرف نزنید. با آتش زدن سفارت مشکل ریزگرد حل نخواهد شد. روحانی در اعتراض به صدا و سیما در زنجان گفت، صدا و سیمایی که کارمندان زحمتکشی دارد گرفتار یک باند سیاسی شده‌است. من نمی‌خواهم از شورای نگهبان درخواست کنم که نظارت کند. جوانان شما نظارت کنید.
روحانی در جمع مردم همدان گفت، با بیان اینکه شما روزی که ۷۵۰ میلیارد دلار پول نفت در دست داشتید بیایید بگویید برای مردم چه کردید.
روحانی در سخنان اعتراضی خود در مورد انتخابات در ساری گفت، مردم باید بین قاضی و وکیل انتخاب کنند، تراز تجاری دوبت در دو دولت قبلی ۳۰ میلیارد دلار منفی بود. در حاضر دو سال است که تراز تجاری ما مثبت شده‌است. یعنی روز به روز صادرات بیشتر می‌شود.
روحانی در هشتمین سفر خود به لرستان در دانشگاه قدیم این شهر گفت، روز جمعه روز سرنوشت ایران عزیز است، فکر نکنید برای ۴ سال تصمیم می‌گیرید. آثار این چهار سال برای چهل سال در کشور باقی می‌ماند و بدانید باید همه پای صندوق آرا حضور پیدا کنند و اگر همه پای صندوق آرا برویم، گره‌های کشور گشوده خواهد شد.
وی افزود، ما راهمان را ادامه می‌دهیم، از دلواپسان هراس نداریم، ما با امید مسیرمان را طی خواهیم کرد، نخواهیم گذاشت فریبکاران سخن ناروا را در این جامعه در گوش مردم بخوانند و مردم بدانند که عده‌ای می‌خواهند با پمپاژ پول، مردم را بفریبند و قیمت اجناس را چند برابر کنند. روحانی در امتداد سفرهای خود با حضور در میدان نقش جهان اصفهان گفت، همه زندگی و آبروی روحانی به فدای شما جوانان است. ما برای یک تصمیم مهم جمع شده‌ایم. جوانان و مردم اصفهان و ایران می‌خواهیم رئیس‌جمهور را به عنوان منتخب و نماینده کل ملت ایران انتخاب کنیم یا به عنوان نماینده یک باند در کشور، انتخاب‌کننده شمایید. روحانی در ادامه افزود، کسانی که در هشت سال تورم خالص ایجاد کردند، آن‌ها نمی‌توانند برای شما اشتغال میلیونی ایجاد کنند.
حسن روحانی در جمع مردم تبریز در سالن ورزشی شهید پور شریفی حضور یافت و گفت، دولت ما در سال گذشته ۳ میلیون تن گندم اضافه برای صادرات داشته‌است. من گفتم دیوار تحریم هسته‌ای را خراب خواهم کرد، گفتم در اقتصاد، تورم و رکود را مهار خواهم کرد، گفتم با دنیا روابط بهتری برقرار خواهم کرد، گفتم در بهداشت و درمان شرایط بهتری را ایجاد خواهم کرد، اما بعضی چیزها هم قدرت بازوی من نتوانست. اینجا به شما مردم می‌گویم، بعضی کارها را با رأی ۵۱ درصد نمی‌شود انجام داد، اما رأی بالاتر کارساز آن خواهد بود.
حسن روحانی در آخرین سفر انتخاباتی خود در بین مردم مشهد سخنرانی کرد و در مخالفت با برخوردهای شخصی در استان خراسان، سپاه و نهادهای تندرو از جمله قوه قضاییه با سخنانی اعتراضی گفت، شما با مردم و جوان‌ها مشکل داشتید. چرا با فردوسی مشکل دارید؟ چرا اشعار فردوسی را پاک کردید؟ شما به مردم گفتید اگر هنر می‌خواهید از مشهد بروید بیرون، حال می‌خواهید ایران را بگیرید به مردم بگویید از ایران بروید بیرون؟ فکر می‌کنند که اختیار استان در اختیار آنهاست. اختیار کشور در اختیار ملت ایران است. همه مسئولان باید نوکر ملت ایران باشند. ما یک رهبر داریم. یک دولت داریم. یک قانون اساسی داریم. در هر شهر رهبر نمی‌خواهیم. شما همه منابع کشور را گرفتید. برای حاشیه‌نشین‌ها چه کردید؟ روحانی در انتها اضافه نمود، همه آن چیزهایی که شما می‌خواهید فقط با حضور پررنگتان پای صندوق انتخابات به وجود خواهد آمد.

## نظرسنجی‌ها
| تاریخ                                                                | منبع                 | شمار نمونه | حاشیه خطا      |        |         |        |          |         |          | مردد  | نمی‌گویم | سایر |
| تاریخ                                                                | منبع                 | شمار نمونه | حاشیه خطا      | روحانی | قالیباف | رئیسی  | جهانگیری | میرسلیم | هاشمی‌طبا | مردد  | نمی‌گویم | سایر |
| -------------------------------------------------------------------- | -------------------- | ---------- | -------------- | ------ | ------- | ------ | -------- | ------- | -------- | ----- | ------- | ---- |
| ۲۷ ارد.                                                              | پرسش / کالج-الکترال  | ۱۵۰۰۰      | ۱٫۴۱٪          | ۵۸٫۵۴٪ | ۰       | ۳۵٫۱۶٪ | ۲٫۳۷٪    | ۱٫۵۶٪   | ۰٫۷۸٪    | ۱٫۵۹٪ |         |      |
| ۲۶ ارد. (منتشرنشده)                                                  | ایران‌پل              | ۱۰۰۷       | ۳٫۰۹           | ۵۸     |         | ۳۶٫۴   |          |         |          |       |         |      |
| ۲۵ ارد.                                                              | پرسش / نظرسنجی حقیقی | ۱۵۰۰۰      | ۱٫۶۶٪          | ۵۵٫۴۷٪ | ۰       | ۲۸٫۴۶٪ | ۳٫۶۶٪    | ۲٫۱۸٪   | ۱٫۴۱٪    | ۶٫۲۶٪ | ۲٫۵۳٪   |      |
| ۲۷ ارد.                                                              | ایپو                 | ۱۲۰۳       | ۲/۸۳± تا ۴/۰۶± | ۳۵٬۹٪  | ۲٬۳٪    | ۱۸٪    | ۰٪       | ۰٬۵٪    | ۰٪       | ۱۶٬۴٪ | ۲۰٪     | ۷٪   |
| ۲۶ ارد.                                                              | ایپو                 | ۱۱۹۴       | ۲/۸۳± تا ۳/۸۹± | ۳۰٪    | ۵٪      | ۱۳٪    | ۰٪       | ۱٪      | ۱٪       | ۲۳٪   | ۱۸٪     | ۱۰٪  |
| کناره‌گیری قالیباف در ۲۵ اردیبهشت و کناره‌گیری جهانگیری در ۲۶ اردیبهشت |                      |            |                |        |         |        |          |         |          |       |         |      |
| ۲۴ ارد.                                                              | ایپو                 | ۱۱۲۲       | ۲/۹۳± تا ۴/۳۰± | ۲۸٪    | ۹٪      | ۱۲٪    | ۱٪       | ۱٪      | ۰٪       | ۲۴٪   | ۲۲٪     | ۴٪   |
| ۲۳ ارد.                                                              | ایپو                 | ۱۰۱۲       | ۳/۰۸± تا ۴/۷۳± | ۲۹٫۱٪  | ۱۲٫۰٪   | ۱۰٫۷٪  | ۰٫۶٪     | ۰٫۳٪    | ۰٫۱٪     | ۲۵٫۵٪ | ۱۳٫۱٪   | ۸٫۷٪ |
| مناظرهٔ اقتصادی در جمعه ۲۲ اردیبهشت                                   |                      |            |                |        |         |        |          |         |          |       |         |      |
| ۲۲ ارد.                                                              | ایپو                 | ۱۱۹۹       | ۲/۸۳± تا ۳/۷۵± | ۳۰٪    | ۱۲٪     | ۱۱٪    | ۱٪       | ۰٪      | ۰٪       | ۲۵٪   | ۱۱٪     | ۹٪   |
| ۲۱ ارد.                                                              | ایپو                 | ۱۲۱۲       | ۲/۸۱± تا ۳/۷۴± | ۲۹٪    | ۱۲٪     | ۱۱٪    | ۱٪       | ۰٪      | ۰٪       | ۲۸٪   | ۱۰٪     | ۱۰٪  |
| ۲۰ ارد.                                                              | ایپو                 | ۱۱۸۹       | ۲/۸۲± تا ۳/۷۵± | ۲۸٪    | ۱۰٪     | ۱۰٪    | ۰٪       | ۰٪      | ۰٪       | ۳۰٪   | ۹٪      | ۱۴٪  |
| ۱۹ ارد.                                                              | ایپو                 | ۱۱۸۹       | ۲/۸۳± تا ۳/۸۲± | ۲۳٪    | ۱۱٪     | ۹٪     | ۱٪       | ۱٪      | ۰٪       | ۳۳٪   | ۱۰٪     | ۱۴٪  |
| ۱۸ ارد.                                                              | ایپو                 | ۱۰۷۶       | ۲/۹۹± تا ۳/۹۱± | ۲۴٪    | ۱۰٫۳٪   | ۶٫۹٪   | ۰٫۷٪     | ۰٫۷٪    | ۰٫۱٪     | ۳۶٪   | ۱۰٪     | ۱۲٪  |
| ۱۷–۱۸ ارد.                                                           | دانشجویان            | —          | —              | ۴۱٫۶٪  | ۲۴٫۶٪   | ۲۶٫۷٪  | ۳٫۲٪     | ۲٫۸٪    | ۱٫۲٪     | -     | ...     | ...  |
| ۱۴–۱۷ ارد.                                                           | ایپو                 | ۱۰۰۰       | ±۳٫۹           | ۲۴٫۵٪  | ۱۰٫۵٪   | ۴٫۶٪   | ۱٫۳٪     | ۰٫۸٪    | ۰٫۴٪     | ۳۶٪   | ۹٪      | ۱۲٪  |
| ۱۶ ارد.                                                              | دانشگاه تهران        | —          | —              | ۳۴٪    | ۲۸٪     | ۱۶٪    | ۲٪       | ۱٪      | ۱٪       | ...   | ...     | ۱۸٪  |
| مناظرهٔ سیاسی در جمعه ۱۵ اردیبهشت                                     |                      |            |                |        |         |        |          |         |          |       |         |      |
| ۹–۱۰ ارد.                                                            | —                    | —          | —              | ۳۷٪    | ۳۰٪     | ۱۱٪    | ۴٪       | ۲٪      | ۲٪       | ...   | ...     | ۱۴٪  |
| ۹–۱۰ ارد.                                                            | —                    | —          | —              | ۲۸٪    | ۲۶٪     | ۱۵٪    | ۷٪       | >۳٪     | >۳٪      | ...   | ...     | <۱۹٪ |
| مناظرهٔ اجتماعی در جمعه ۸ اردیبهشت                                    |                      |            |                |        |         |        |          |         |          |       |         |      |
| ۳–۴ ارد.                                                             | دانشجویان            | —          | —              | ۴۳٫۵٪  | ۲۲٫۶٪   | ۱۷٫۴٪  | ۳٫۶٪     | ۲٫۱٪    | ۲٫۸٪     | ...   | ...     | ۸٫۱٪ |

## رأی‌گیری و نتیجه

درصد رأی روحانی در سطح کشور به تفکیک شهرستان‌ها

حسن روحانی در انتخابات ریاست‌جمهوری ایران (۱۳۹۶) با کسب ۲۳ میلیون و ۵۵۰ هزار رأی از کل آرای ماخوذه در کارزار انتخاباتی پیروز و به عنوان دوازدهمین رئیس‌جمهور، جمهوری اسلامی ایران انتخاب شد.
این پایینترین درصد رأی برای رئیس‌جمهور مستقر در تاریخ انتخابات ریاست‌جمهوری ایران است، با اختلاف ۲۰٪. پیش از این پایین‌ترین درصد متعلق به محمود احمدی‌نژاد در انتخابات ریاست‌جمهوری ۱۳۸۸ بود با ۲۴٫۵ میلیون رأی و ۶۳٪ رأی‌ها (اختلاف ۳۰٪ با اولین رقیب).
در این انتخابات، روحانی در ۲۳ استان از ۳۱ استان اول شد، و رئیسی رقیب اصلی روحانی در ۸ استان دیگر. روحانی به ترتیب در استان‌های سیستان و بلوچستان، کردستان، گیلان، کرمانشاه، البرز، تهران، آذربایجان غربی، یزد، آذربایجان شرقی، گلستان، فارس، مازندران، اردبیل، بوشهر بیش از میانگین کشوری ۵۷٪ رأی آورد و رأی اول شد. وی همچنین به ترتیب در استان‌های ایلام، اصفهان، هرمزگان، قزوین، لرستان، خوزستان، چهارمحال و بختیاری، کرمان، کهگیلویه و بویراحمد با اینکه بیشترین رأی را به دست آورد ولی کمتر از ۵۷٪ رأی داشت.
در خارج از کشور روحانی حدود ۸۰٪ رأی آورد. وی از میان کشورها، تنها در سه کشور سوریه و عراق و لبنان از رئیسی کمتر رأی آورد.

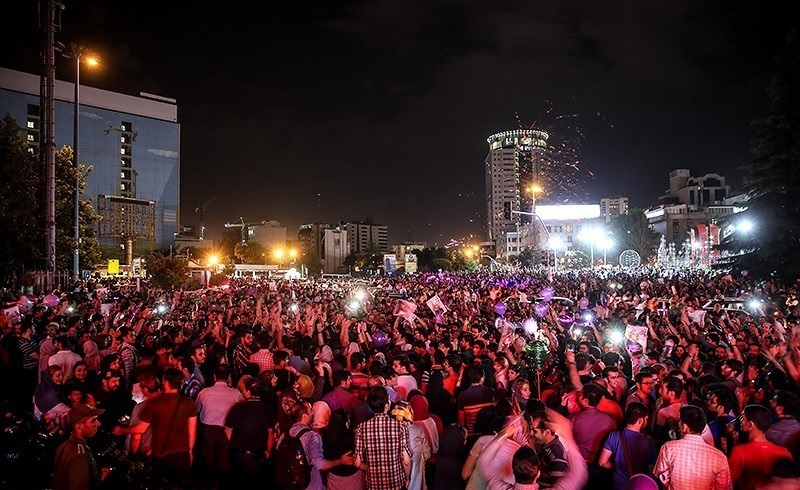
شادی هواداران روحانی بعد از اعلام نتایج انتخابات

## افراد حامی
افراد و شخصیت‌های زیر، با اعلام حمایت از روحانی به او رأی خواهند داد:

### مجموعه
- بیت حسینعلی منتظری[۵۸]
- بیت مهدی کروبی[۵۹]
- بیت اسدالله بیات زنجانی[۶۰]
- ۱۱۵ استاد دانشگاه علم و صنعت ایران[۶۱]
- ۴۰ استاد و دانشجو ایرانی دانشگاه دانشگاه هاروارد و مؤسسه فناوری ماساچوست[۶۲]
- ۱۷۰ نماینده مجلس شورای اسلامی[۶۳]
- ۲۲۴ نفر از داستان‌نویسان ایران[۶۴]
- ۳۹۹ نفر از فعالان استارتاپی و فناوری اطلاعات [۶۵]
- ۵۰ نفر از متخصصین و فعالان صنعت هوانوردی[۶۶]
- ۱۰۰ استاد دانشگاه صنعتی شریف[۶۷]
- ۷۰۰ حقوقدان و وکیل[۶۸]
- ۴۰۰ تن از اساتید و اهالی موسیقی[۶۹]
- ۲۸۰۰ تن از پزشکان و اعضاء هیئت علمی[۷۰]
- ۱۵۵۰ روزنامه‌نگار[۷۱]
- ۱۷۴ نفر از طنزنویسان و کارتونیست‌ها[۷۲]
- ۱۰۱۰ دانشجو دانشگاه صنعتی شریف[۷۳]
- ۱۳۲۰ نفر از اصناف، بازرگانان، تعاونگران و فعالان بخش گردشگری[۷۴]
- ۳۲ هزار فعال دانشجویی[۷۵]
- شورای هماهنگی تشکل‌های مهندسی، صنفی و حرفه‌ای[۷۶]
- جامعه صیادان[۷۷]
- مجموعه خانه پرستار[۷۸]
- جمعی از فرماندهان سابق قرارگاه‌ها و ستادهای پشتیبانی و مهندسی جنگ جهاد سازندگی[۷۹]

### سیاستمداران
- سید محمد خاتمی رئیس‌جمهور پیشین ایران و رهبر جنبش و حزب اصلاحات[۸۰][۸۱]
- میرحسین موسوی آخرین نخست‌وزیر ایران ۱۳۶۰–۱۳۶۸[۸۲][۸۳]
- مهدی کروبی دبیرکل حزب اعتماد ملی و رئیس دو دورهٔ مجلس شوارای اسلامی[۸۴][۸۵]
- سید حسن مصطفوی روحانی و پژوهشگر و نوه سید روح‌الله خمینی[۸۶]
- علی‌اکبر ناطق‌نوری رئیس مجلس شورای اسلامی ۱۳۷۱–۱۳۷۹[۸۷]
- محمد رضا عارف استاد دانشگاه، رئیس بنیاد امید ایرانیان نمایندهٔ مجلس شورای اسلامی
- مصطفی معین پزشک و استاد دانشگاه علوم پزشکی تهران، بنیان‌گذار و رهبر جبهه دموکراسی خواهی و حقوق بشر ایران[۸۸]
- سید هادی خامنه‌ای دبیرکل مجمع نیروهای خط امام و عضو مجمع روحانیون مبارز[۸۹]
- علی مطهری استاد دانشگاه، سیاستمدار، نایب رئیس دوم دهمین دوره مجلس شورای اسلامی[۹۰]
- علی یونسی چهارمین وزیر اطلاعات جمهوری اسلامی ایران ۱۳۷۹–۱۳۸۴[۹۱]
- ابراهیم یزدی، دبیرکل نهضت آزادی ایران، وزیر سابق امور خارجه[۹۲]
- محمد هاشمی رفسنجانی رئیس سازمان صدا و سیما ۱۳۶۳–۱۳۷۳[۹۳]
- بهروز نعمتی سخنگوی هییت رئیسه دهمین دوره مجلس شورای اسلامی
- محمود صادقی سیاستمدار، حقوق‌دان و پژوهشگر و نماینده مردم در دهمین دوره مجلس شورای اسلامی
- سید محمدرضا خاتمی پزشک و دبیرکل سابق جبهه مشارکت[۹۴]
- سعید حجاریان از فعالان امنیتی سابق و سیاسی کنونی[۹۵]
- عباس امیرانتظام سیاستمدار و نیز سخن‌گوی دولت مهدی بازرگان
- فائزه هاشمی رفسنجانی فعال سیاسی و رئیس فدراسیون اسلامی ورزش زنان
- جلال جلالی‌زاده نماینده سابق مجلس و عضو شورای مرکزی حزب اتحاد ملت ایران اسلامی
- سید رضا اکرمی روحانی و سیاست‌مدار
- فاطمه راکعی نمایندهٔ مجلس ششم شورای اسلامی
- شهربانو امانی مشاور رئیس سازمان حفاظت محیط زیست ایران
- محسن رهامی دبیرکل انجمن اسلامی مدرسین دانشگاه‌ها[۹۶]
- رضا فرجی‌دانا سیاستمدار و استاد تمام دانشکده مهندسی برق و کامپیوتر دانشگاه تهران[۹۷]
- سید مهدی طباطبایی استاد اخلاق و سیاستمدار[۹۸]
- سهیلا جلودارزاده نماینده مردم در دهمین دوره مجلس شورای اسلامی[۹۹]
- رسول منتجب‌نیا سیاست‌مدار، مجتهد، قائم‌مقام حزب اعتماد ملی[۱۰۰]
- علی شکوری‌راد سیاست‌مدار و دبیرکل حزب اتحاد ملت

### فعالان سیاسی و علمی
- یوسف صانعی فقیه، معلم اخلاق و دادستان کل کشور ۱۳۶۱–۱۳۶۴
- زهرا رهنورد نویسنده، روزنامه‌نگار و هنرمند اهل ایران[۸۲][۸۳]
- محسن هاشمی رفسنجانی رئیس سابق صدا و سیما و معاون عمرانی دانشگاه آزاد اسلامی و معاون عمران و توسعه واحد علوم و تحقیقات[۱۰۱]
- غلامحسین کرباسچی دبیرکل حزب کارگزاران سازندگی و شهردار سابق تهران[۱۰۲]
- مصطفی تاج‌زاده عضو شورای مرکزی جبهه مشارکت ایران اسلامی و معاون سیاسی سابق وزیر کشور
- هادی خانیکی روزنامه‌نگار، استاد مشهور رشتهٔ ارتباطات و عضو شورای مرکزی حزب اتحاد ملت ایران
- صادق زیباکلام استاد علوم سیاسی، نگارنده و دانشور[۱۰۳]
- فیروز نادری معاون پیشین مدیرکل تنظیم راهبردهای آزمایشگاه پیش‌رانش جت در ناسا[۱۰۴]
- عفت مرعشی همسر اکبر هاشمی رفسنجانی[۱۰۵]
- فاطمه هاشمی رفسنجانی از اعضای مؤسس حزب اعتدال و توسعه و رئیس بنیاد امور بیماری‌های خاص[۱۰۵]
- مجید تخت روانچی دیپلمات، معاون اروپا و آمریکای وزارت امور خارجه[۱۰۵]
- حمیدرضا جلالی پور روزنامه‌نگار، عضو شورای مرکزی جبهه مشارکت[۱۰۵]
- فرشاد مؤمنی اقتصاددان، استاد دانشگاه و رئیس مؤسسه دین و اقتصاد
- فاطمه دانشور کارآفرین و تاجر و از اعضای شورای اسلامی شهر تهران
- معصومه ابتکار فعال سیاسی، روزنامه‌نگار، مؤلف و از اعضای مؤسس جبهه مشارکت ایران اسلامی
- زهرا اشراقی نوه روح‌الله موسوی خمینی
- سید محمد بهشتی شیرازی رئیس پژوهشگاه میراث فرهنگی سازمان میراث فرهنگی، صنایع دستی و گردشگری
- سید محمدصادق خرازی سفیر و معاون نمایندهٔ دائم ایران در سازمان ملل متحد ۱۹۸۹–۱۹۹۵
- مصطفی ملکیان فیلسوف و روشنفکر ایرانی[۱۰۶]
- عمادالدین باقی تاریخدان، فعال حقوق بشر و روزنامه‌نگار[۱۰۷]
- پرویز کاظمی وزیر رفاه و تأمین اجتماعی ۱۳۸۴–۱۳۸۵
- محسن غرویان از مدرسان فلسفهٔ اسلامی
- ناصر نقویان روحانی و مدرس اخلاق
- پروانه مافی عضو شورای مرکزی حزب کارگزاران سازندگی و فرماندار اسبق شمیرانات[۱۰۸]
- احمد حکیمی‌پور سیاست‌مدار عضو و رئیس فراکسیون اصلاح طلبان شورای شهر تهران
- جواد امام مدیر عامل بنیاد باران
- نعیمه اشراقی نوه روح‌الله موسوی خمینی
- سید علی‌محمد دستغیب از مراجع تقلید شیعهٔ و مدرس اخلاق
- احمد خمینی فرزند سیدحسن خمینی
- محمد مجتهد شبستری فیلسوف، فقیه، پژوهشگر علوم
- بهروز برومند پزشک و عضو پیوسته فرهنگستان علوم پزشکی

### هنرمندان و ورزشکاران
- اصغر فرهادی کارگردان، فیلم‌نامه‌نویس و تهیه‌کننده[۱۰۹][۱۱۰]
- شهاب حسینی بازیگر سینما و تلویزیون، مجری، کارگردان و گوینده[۱۱۱][۱۱۲]
- علی کریمی بازیکن سابق تیم ملی فوتبال ایران[۱۱۳]
- شهرام ناظری خواننده، موسیقی‌دان، آهنگ‌ساز[۱۱۴]
- ترانه علیدوستی بازیگر سینما و تئاتر، دوبلر و مترجم[۱۱۵]
- محمود دولت‌آبادی نویسنده، نمایش‌نامه‌نویس و فیلم‌نامه‌نویس[۱۱۶]
- علی دایی مربی و بازیکن سابق تیم ملی فوتبال ایران[۱۱۷][۱۱۸]
- پرویز پرستویی بازیگر سینما، تئاتر و تلویزیون و گوینده[۱۱۹]
- عادل غلامی بازیکن تیم ملی والیبال ایران[۱۲۰]
- بهداد سلیمی وزنه‌بردار تیم ملی ایران[۱۲۱]
- امید نوروزی کشتی‌گیر فرنگی کار تیم ملی ایران[۱۲۰]
- جمشید مشایخی بازیگر پیشکسوت سینما، تئاتر و تلویزیون ایران[۱۲۲]
- باران کوثری بازیگر، طراح صحنه، طراح لباس و منشی صحنه[۱۲۳]
- پیمان معادی کارگردان، فیلمنامه‌نویس و بازیگر[۱۲۴]
- رضا کیانیان بازیگر، نویسنده سینما و تلویزیون[۱۲۵]
- مهدی فخیم‌زاده نویسنده و کارگردان سینما و تلویزیون[۱۲۶]
- مجتبی عابدینی عضو و کاپیتان تیم ملی شمشیربازی ایران[۱۲۷]
- فاطمه معتمدآریا بازیگر سینما و تلویزیون[۱۲۸]
- علی نصیریان بازیگر تئاتر، سینما و تلویزیون و نمایشنامه‌نویس[۱۲۹]
- رضا عطاران بازیگر، کارگردان، فیلم‌نامه‌نویس، خواننده و تدوینگر[۱۳۰]
- فرهاد مجیدی بازیکن سابق تیم ملی ایران[۱۳۱]
- حافظ ناظری آهنگساز و خواننده[۱۳۲]
- محسن چاوشی خواننده، ترانه‌سرا و آهنگ‌ساز[۱۳۳]
- داریوش ارجمند بازیگر سینما و تئاتر[۱۳۴]
- فرشته کریمی بازیکن تیم ملی فوتسال زنان ایران[۱۳۵]
- رخشان بنی‌اعتماد کارگردان، فیلم‌نامه‌نویس و تهیه‌کننده[۱۳۶]
- جواد نکونام بازیکن سابق تیم ملی فوتبال ایران[۱۳۷]
- سردار آزمون بازیکن تیم ملی فوتبال ایران[۱۳۸]
- مجتبی محرمی بازیکن سابق تیم ملی فوتبال ایران[۱۳۹]
- عبدالرضا کاهانی کارگردان و فیلمنامه‌نویس[۱۴۰]
- علیرضا منصوریان بازیکن و کمک مربی سابق تیم ملی فوتبال ایران[۱۴۱]
- بهنام محمودی بازیکن سابق تیم ملی والیبال ایران[۱۴۲]
- کریم باقری بازیکن سابق تیم ملی فوتبال ایران[۱۴۱]
- علی پروین بازیکن و مربی سابق تیم ملی فوتبال ایران[۱۴۳]
- علیرضا حقیقی بازیکن تیم ملی فوتبال ایران[۱۴۴]
- حسن فتحی کارگردان و فیلم‌نامه‌نویسِ سینما، تلویزیون و تئاتر[۱۴۵]
- حامد بهداد بازیگر سینما و تلویزیون
- کیهان کلهر آهنگ‌ساز و نوازنده[۱۴۶]
- محمدعلی کشاورز بازیگر سینما و تئاتر و تلویزیون[۱۴۷]
- سالار عقیلی خواننده و نوازنده موسیقی سنتی[۱۴۸]
- پگاه آهنگرانی بازیگر و مستندساز سینما
- کیانوش عیاری نویسنده و کارگردان
- حسین یاری بازیگر سینما، تئاتر و تلویزیون
- کمال تبریزی کارگردان و نویسنده سینما
- پانته‌آ بهرام بازیگر تئاتر و سینما
- سجاد انوشیروانی مربی و وزنه‌بردار تیم ملی ایران
- علیرضا قربانیخوانندهٔ موسیقی سنتی[۱۴۹]
- آرش برهانی بازیکن سابق تیم ملی فوتبال ایران
- سارا سادات خادم‌الشریعه استاد بین‌المللی شطرنج ایران
- حنیف عمران‌زاده بازیکن سابق تیم ملی فوتبال ایران
- احسان خواجه‌امیری خواننده و آهنگساز
- سید جلال حسینی بازیکن تیم ملی فوتبال ایران
- زهرا نعمتی عضو تیم‌ملی تیراندازی با کمان بانوان معلول ایران[۱۵۰]
- رضا یزدانی خواننده، نوازنده، آهنگساز و هنرپیشه[۱۵۱]
- مهدی طارمی بازیکن تیم ملی فوتبال ایران[۱۵۲]
- نوشاد عالمیان بازیکن تنیس روی میز تیم ملی ایران
- نیما عالمیان بازیکن تنیس روی میز تیم ملی ایران
- محمد علیزاده خواننده و آهنگساز
- حسام‌الدین سراج خواننده و نوازنده موسیقی
- گوهر خیراندیش بازیگر سینما و تئاتر، تلویزیون و گوینده رادیو
- نوید محمدزاده بازیگر سینما و تئاتر[۱۵۳]
- سید مهدی رحمتی بازیکن تیم ملی فوتبال ایران
- شهرام محمودی بازیکن تیم ملی والیبال ایران
- روزبه ارغوان بازیکن تیم ملی بسکتبال ایران
- اصغر کاردوست بازیکن تیم ملی بسکتبال ایران
- حمید استیلی مربی و بازیکن سابق تیم ملی فوتبال ایران
- سیامند رحمان وزنه‌بردار سنگین‌وزن تیم ملی معلولان ایران
- پریناز ایزدیار بازیگر سینما، تئاتر و تلویزیون
- رضا رشیدپور مجری و بازیگر تلویزیون
- پوران درخشنده نویسنده و کارگردان سینما[۱۵۴]
- احترام برومند مجری تلویزیون و بازیگر
- شهرام شکوهی خواننده، ترانه‌سرا و آهنگساز
- حسین شمس بازیکن سابق فوتبال و مربی فوتسال ایران
- کیمیا علیزاده تکواندوکار تیم ملی بانوان ایران[۱۵۵]
- عبدالحسین مختاباد آهنگ ساز و خواننده موسیقی سنتی
- مهدی یراحی خواننده، آهنگساز، تنظیم‌کننده و نوازنده[۱۵۶]
- حسن رنگرز کشتی‌گیر فرنگی کار سابق تیم ملی ایران
- حسن پورشیرازی بازیگر و کارگردان سینما و تلویزیون
- محسن تنابنده بازیگر، کارگردان، نویسنده و بازیگردان[۱۵۷]
- منیژه حکمت تهیه‌کنندگان و کارگردانان سینما[۱۵۸]
- فرهاد اصلانی بازیگرِ تئاتر، سینما و تلویزیون[۱۵۹]
- لیلی گلستان مترجم و نگارخانه‌دار[۱۶۰]
- میترا حجازی‌پور استاد بزرگ شطرنج ایران
- کاوه رضایی بازیکن تیم ملی فوتبال ایران[۱۶۱]
- حمید نعمت‌الله کارگردان و نویسنده سینما
- حسین ماهینی بازیکن تیم ملی فوتبال ایران
- علیرضا بیرانوند بازیکن تیم ملی فوتبال ایران[۱۶۲]
- رحمان رضایی بازیکن سابق تیم ملی فوتبال ایران
- خسرو حیدری بازیکن تیم ملی فوتبال ایران
- رضا ناجی بازیگر سینما و تلویزیون
- علی لهراسبی خواننده و نوازنده
- یحیی گل‌محمدی بازیکن سابق تیم ملی فوتبال ایران[۱۶۳]
- طناز طباطبایی بازیگر سینما و تلویزیون
- عبدالرضا علیزاده بازیکن تیم ملی والیبال ایران
- سحر دولتشاهی بازیگر سینما، تئاتر و تلویزیون
- بهاره کیان‌افشار بازیگر سینما
- فرشته صدرعرفایی بازیگر، گوینده و عروسک گردان
- گلاب آدینه بازیگر سینما، تئاتر و تلویزیون
- مهدی سهرابی دوچرخه‌سوار تیم ملی ایران[۱۶۴]
- فریبرز عرب‌نیا بازیگر سینما و تلویزیون
- لیلی رشیدی بازیگر تئاتر، سینما و تلویزیون
- مسعود جعفری جوزانی کارگردان و فیلمساز
- پارسا پیروزفر بازیگر سینما و تلویزیون[۱۶۵]
- حمیده عباسعلی کاراته کار تیم ملی بانوان ایران
- افشین هاشمی بازیگر، نویسنده، کارگردان
- کامران تفتی بازیگر سینما و تلویزیون
- فاطمه گودرزی بازیگر سینما و تلویزیون
- مهراب قاسم‌خانی طراح و نویسنده سینما و تلویزیون
- حمید گودرزی بازیگر و مجری سینما
- رضا رویگری بازیگر تئاتر، سینما و تلویزیون و خواننده
- مهران غفوریان بازیگر و کارگردان تلویزیون و سینما
- آیرین آرتونیان بازیکن تیم ملی بسکتبال زنان ایران
- پولاد کیمیایی بازیگر سینما و تلویزیون
- حمید درخشان مربی و بازیکن سابق تیم ملی فوتبال ایران
- فرزاد فرخ خواننده، ترانه‌سرا، آهنگساز، تنظیم‌کننده و نوازنده
- فرهاد توحیدی فیلم‌نامه‌نویس و رئیس هیئت مدیره خانه سینما
- فریبا کوثری بازیگر سینما و تلویزیون
- مجید مظفری بازیگر سینما و تلویزیون
- سوشا مکانی بازیکن تیم ملی فوتبال ایران
- عبدالله اسکندری چهره پرداز و طراح صحنه
- پانته‌آ پناهی‌ها بازیگر و منشی صحنه
- مازیار فلاحی خواننده، آهنگساز، نوازنده و ترانه‌سرا
- پوریا پورسرخ بازیگر سینما و تلویزیون
- مریم امیرجلالی بازیگر سینما و تلویزیون
- مصطفی کیایی بازیگر سینما
- امیرحسین رستمی بازیگر سینما و تلویزیون
- سروش صحت بازیگر و کارگردان سینما و تلویزیون
- سعید روستایی کارگردان و فیلم‌نامه‌نویس
- سیما تیرانداز بازیگر سینما و تلویزیون
- احمد مهران‌فر بازیگر سینما و تلویزیون
- سون گروه موسیقی
- سهراب پورناظری آهنگساز موسیقی سنتی و نوازنده تنبور و کمانچه
- حامد لک بازیکن تیم ملی فوتبال ایران
- کریستف رضاعی آهنگ‌ساز و نوازنده پیانو
- روزبه چشمی بازیکن تیم ملی فوتبال امید ایران
- لیلا رجبی بازیکن پرتاب وزنهٔ بلاروسی‌الاصل تیم ملی ایران
- سامان مقدم کارگردان و فیلم‌نامه‌نویس
- فرشید اسماعیلی بازیکن تیم ملی فوتبال امید ایران
- نرگس محمدی بازیگر سینما، تلویزیون و تئاتر
- فیروز کریمی مربی فوتبال اهل ایران
- پرستو گلستانی بازیگر سینما و تلویزیون
- شبنم مقدمی بازیگر سینما
- پرواز همای خواننده و نوازنده[۱۶۶]
- هادی حجازی‌فر بازیگر سینما
- ابوالحسن داوودی کارگردان، فیلم‌نامه‌نویس و تهیه‌کننده
- حمیدرضا آذرنگ نمایشنامه‌نویس، کارگردان، بازیگر تئاتر و سینما
- محمد ستارپور مشت زن تیم ملی بوکس ایران
- مسعود مصطفی جوکار کشتی‌گیر آزادکار سابق تیم ملی ایران
- آرش میر اسماعیلی جودوکار سابق و سرپرست فعلی تیم ملی ایران[۱۶۷]
- آروین معظمی گودرزی دوچرخه‌سوار تیم ملی ایران
- حسین کاظمی بازیکن سابق تیم ملی فوتبال ایران[۱۶۸]
- فرهاد آئیش بازیگر، نمایش‌نامه‌نویس و کارگردان
- بهاره رهنما بازیگر سینما
- مازیار میری کارگردان، تدوین‌گر و مجری طرح سینما
- علی‌اکبر استاداسدی بازیکن سابق تیم ملی فوتبال ایران
- هوشنگ مرادی‌کرمانی نویسنده معاصر
- ابوتراب خسروی نویسندهٔ معاصر
- سونیا گماری قایقران تیم ملی ایران
- ساره جوانمردی عضو تیم ملی تیراندازی بانوان ایران
- عبدالجبار کاکایی نویسنده، شاعر و زبان‌شناس
- محمد خالوندی پرتابگر نیزه تیم ملی دو و میدانی معلولان ایران
- محسن امیریوسفی تهیه‌کننده، نویسنده و کارگردان سینما
- الهام پاوه‌نژاد بازیگر سینما و تئاتر
- حسین پاکدل نویسنده، نمایش‌نامه‌نویس و مجری
- نیلوفر لاری‌پور شاعر و ترانه‌سرا و روزنامه‌نگار
- علیرضا رئیسیان کارگردان و فیلم‌نامه‌نویس و تهیه‌کننده
- رضا صادقی خواننده موسیقی پاپ و آهنگساز
- شاهرخ استخری بازیگر سینما و تلویزیون
- سام درخشانی بازیگر سینما و تلویزیون
- سیروس میمنت نویسنده و بازیگر سینما و تلویزیون
- نگار عابدی بازیگر سینما
- قاسم افشار خواننده و نوازنده
- علی قربان‌زاده بازیگر سینما و تلویزیون
- علی‌اکبر شکارچی نوازنده و آهنگساز
- خشایار اعتمادی خواننده و آهنگساز
- زیبا بروفه بازیگر سینما و تلویزیون
- پریوش نظریه بازیگر و عکاس سینما
- حسین زمان هنرمند و خواننده
- آناهیتا افشار بازیگر سینما و تلویزیون
- الهام کردا بازیگر و کارگردان تئاتر
- روناک یونسی بازیگر سینما و تلویزیون
- فریبا نادری بازیگر سینما و تلویزیون
- داریوش اسدزاده بازیگر سینما و تلویزیون

### دیگر
- عبدالحمید اسماعیل‌زهی عضو اتحادیه جهانی علمای مسلمان، عضو مجمع فقهی مکه، امام جمعه اهل سنت
- هوشنگ شهبازی خلبان شرکت هواپیمایی جمهوری اسلامی ایران
- ماشاالله شمس‌الواعظین مشاور مرکز مطالعات راهبردی خاورمیانه در تهران
- داوود هرمیداس باونداستاد حقوق بین‌الملل و روابط بین‌الملل و از اعضای کادر رهبری جبهه ملی ایران

## احزاب حامی
- جناح اصلاح‌طلبان ایران[۱۶۹][۱۷۰]
- مجمع روحانیون مبارز[۱۷۱]
- حزب اعتدال و توسعه[۱۷۲]
- حزب مردم‌سالاری[۱۷۳]
- حزب اتحاد ملت ایران اسلامی[۱۷۴]
- حزب اراده ملت ایران[۱۷۵]
- نهضت آزادی ایران[۱۷۶]
- شورای هماهنگی اصلاحات[۱۷۷]
- حزب اسلامی کار[۱۷۸]
- خانه کارگر[۱۷۹]
- جماعت دعوت و اصلاح[۱۸۰]
- انجمن اسلامی مدرسین دانشگاه‌ها[۱۸۱]
- جبهه اصولگرایان معتدل[۱۸۲]
- راه سبز امید[۱۸۳]
- جبهه متحد کرد
- مجمع مدرسین و محققین حوزه علمیه قم
- جمعیت جوانان انقلاب اسلامی

## تبلیغات

### مستند

پوستر تبلیغاتی دوباره ایران

| شماره | نام              | مدت      | زمان پخش         |
| ----- | ---------------- | -------- | ---------------- |
| ۱     | رئیس‌جمهور روحانی | ۲۴ دقیقه | ۱۶ اردیبهشت ۱۳۹۶ |
| ۲     | وضعیت سفید       | ۲۷ دقیقه | ۱۹ اردیبهشت ۱۳۹۶ |

«ما که رفتیم شکایت کردیم می‌خواهیم پول و پس بگیریم میگن این‌ها لبخند می‌زنند، آن که رفته پول مارا داده به آمریکایی‌ها میگن انقلابیه!»

مستند اول حسن روحانی، ۱۶ اردیبهشت ۱۳۹۶

### همایش
| شماره | مکان                        | زمان             |
| ----- | --------------------------- | ---------------- |
| ۱     | هتل لاله تهران              | ۹ اردیبهشت ۱۳۹۶  |
| ۲     | سالن اریکه ایرانیان         | ۹ اردیبهشت ۱۳۹۶  |
| ۳     | خانه والیبال تهران          | ۱۴ اردیبهشت ۱۳۹۶ |
| ۴     | ورزشگاه شهید شیرودی         | ۱۹ اردیبهشت ۱۳۹۶ |
| ۵     | سالن دوازده هزار نفری آزادی | ۲۳ اردیبهشت ۱۳۹۶ |

«سرنوشت و آینده ایران در این یک هفته مشخص خواهد شد/ صاحب این کشور، مردم ایران و رای ملت است/ روحانی تمام آبرو و زندگی اش را فدای شما خواهد کرد/راه شکستن حصر ایران را ادامه می‌دهیم/ دولت دوازدهم ادامه دولت اعتدال و اصلاحات است»

روحانی در سالن آزادی، ۲۳ اردیبهشت ۱۳۹۶

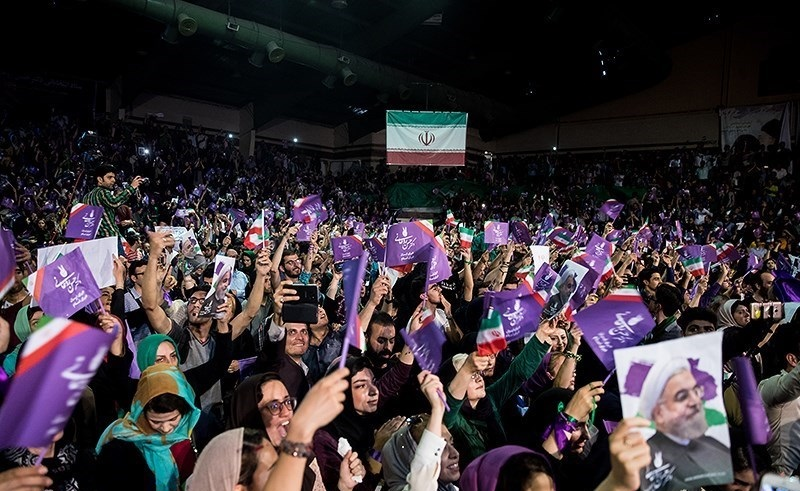
همایش بانوان
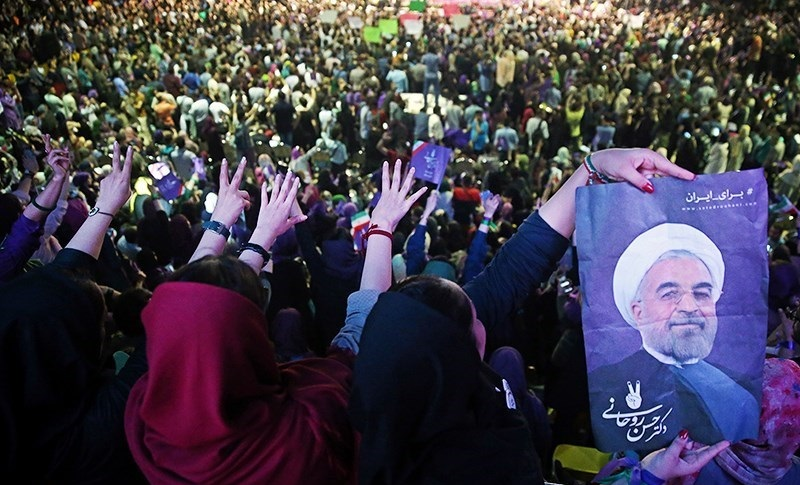
همایش بانوان
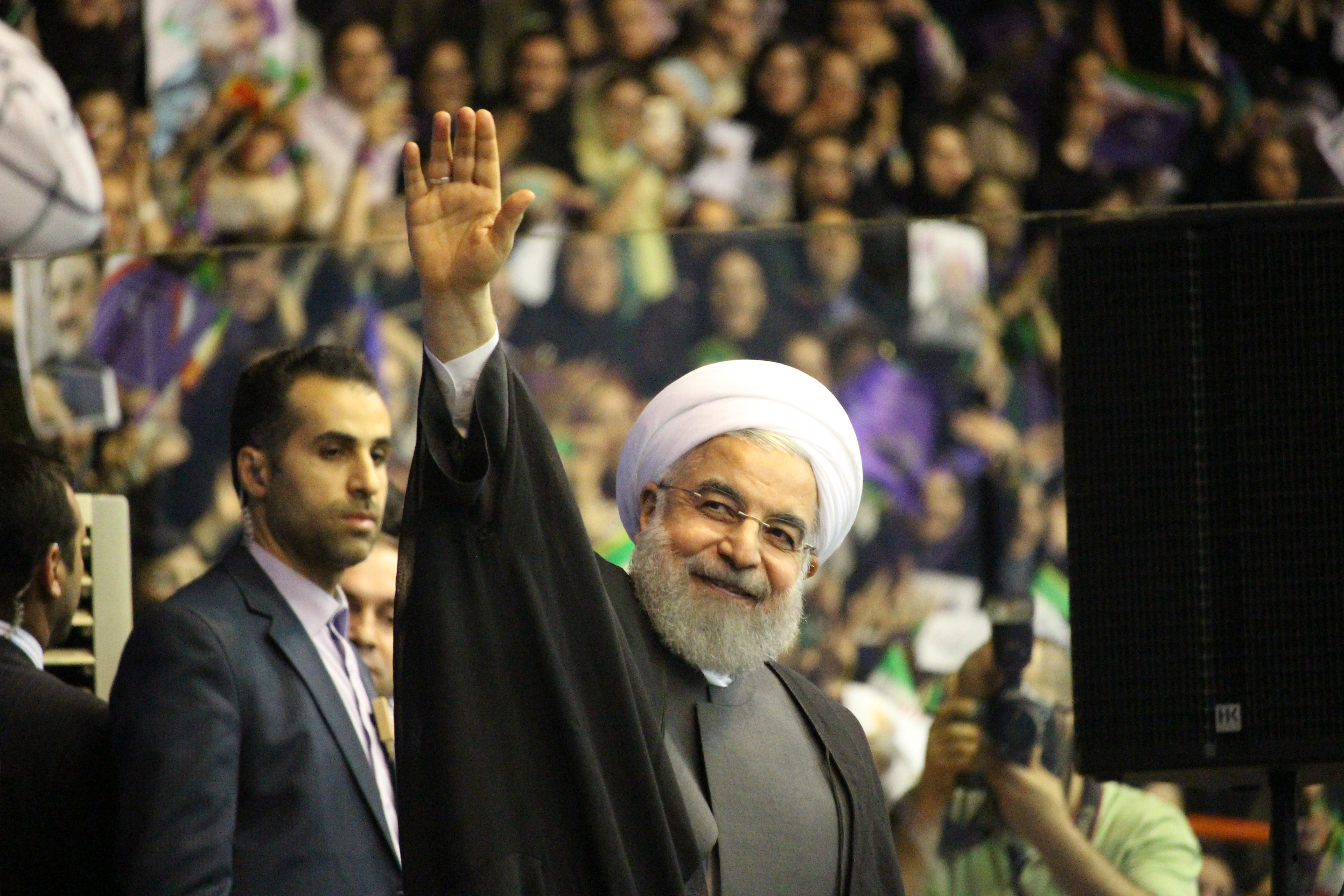
همایش سالن دوازده هزار نفری آزادی

حسن روحانی در همایش بزرگ آزادی در مجموعه ورزشی آزادی گفت: ما در آستانه یک تصمیم بزرگ تاریخی هستیم. ملت ما در این هفته می‌خواهد اعلام کند که آیا به سال ۹۱ برمی‌گردیم یا به سال ۱۴۰۰ می‌رویم. وی ادامه داد: ملت ما در روز جمعه این هفته می‌خواهد اعلام کند که آیا مسیر آرامش را ادامه می‌دهد یا می‌خواهد مسیر تنش را انتخاب کند. روحانی سخنرانی خود را با شعار «دوباره ایران، دوباره اسلام، دوباره امید» به پایان رساند. حضور پررنگ هنرمندان و ورزشکاران و نویسندگان در این جمع حامیان روحانی نیز از نکات قابل توجه همایش سلام آزادی بود.
حسن روحانی در همایش بانوان در سالن شهید شیرودی گفت: مسیر اعتدال و اصلاحات را رها نمی‌کنیم

### موسیقی
| شماره | نام                     | مدت         | خواننده         |
| ----- | ----------------------- | ----------- | --------------- |
| ۱     | دوباره ایران            | ۲:۵۲ دقیقه  | حجت اشرف زاده   |
| ۲     | آوای اردیبهشت           | ۴:۰۸ دقیقه  | سعید مدرس       |
| ۳     | آقای رئیس‌جمهور          | ۴:۰۲ دقیقه  | پوریا حیدری     |
| ۴     | تکرار می‌کند             | ۳:۰۶ دقیقه  | سروش گلشنی      |
| ۴     | ایران بنفش              | ۲:۲۴ دقیقه  | امیر شهیار      |
| ۵     | منو تو با هم برای ایران | ۱:۳۰ دقیقه  | روزبه نعمت‌اللهی |
| ۶     | خرمشهر                  | ۲:۵۴ دقیقه  | آریا آرام‌نژاد   |
| ۷     | به نام ایران            | ۳:۲۵ دقیقه  | رضا صادقی       |
| ۸     | دوباره ایران            | ۱:۵۴ دقیقه  | محسن شریفیان    |
| ۹     | دوباره ایران            | ۳:۱۹ دقیقه  | امین رستمی      |
| ۱۰    | این سرزمین              | ۲:۱۰ دقیقه  | محمدرضا هدایتی  |
| ۱۱    | دست بزن                 | ۳:۲۲ دقیقه  | مازیار فلاحی    |
| ۱۲    | برنمی‌گردیم              | ۳:۰۶ دقیقه  | سیاوش پارسامنش  |
| ۱۳    | بیست هزار آرزو          | ۳:۰۱۱ دقیقه | محسن چاوشی      |